# 楊長藻
楊長藻（?—?），山西省太原府太谷縣人，清朝政治人物、同進士出身。
光緒二十年（1894年），参加光緒甲午科殿試，登進士三甲9名。同年五月，以主事分部学习。